# Edward Mitchell Bannister
Pour les articles homonymes, voir Bannister.
Edward Mitchell Bannister, né le 2 novembre 1828 à Saint Andrews dans le Nouveau-Brunswick au Canada et mort le 9 janvier 1901 à Providence dans l'État américain de Rhode Island, est un peintre tonaliste et à l'huile noir canadien-américain de l'École américaine de Barbizon.
Né au Canada, il passe sa vie adulte en Nouvelle-Angleterre, aux États-Unis. Là, avec sa femme Christiana Carteaux Bannister, il est un membre éminent des communautés culturelles et politiques afro-américaines, comme le mouvement abolitionniste de Boston. Edward Mitchell Bannister est reconnu au niveau national après avoir remporté un premier prix de peinture à l'Exposition universelle de 1876. Il est également un membre fondateur du Providence Art Club (en) et de l'École de design de Rhode Island.
Le style d'Edward Mitchell Bannister et ses sujets essentiellement pastoraux reflètent son admiration pour l'artiste français Jean-François Millet et l'école de Barbizon. Longtemps marin, il s'inspire également du bord de mer de Rhode Island. Il expérimente sans cesse, et ses œuvres témoignent de sa philosophie idéaliste et de sa maîtrise de la couleur et de l'atmosphère. Il commence sa pratique professionnelle en tant que photographe et portraitiste avant de développer son style plus connu de paysage.
Plus tard dans sa vie, le style de paysage d'Edward Mitchell Bannister tombe en disgrâce. Les ventes de tableaux diminuant, Christiana Carteaux et lui quittent College Hill à Providence pour s'installer à Boston, puis dans une maison plus petite sur Wilson Street à Providence. Après sa mort en 1901, Edward Mitchell Bannister est oublié dans les études et les expositions sur l'histoire de l'art américain, jusqu'à ce que des institutions dont le Musée national d'Art africain lui redonne une attention nationale dans les années 1960 et 1970.

## Biographie

### Jeunesse

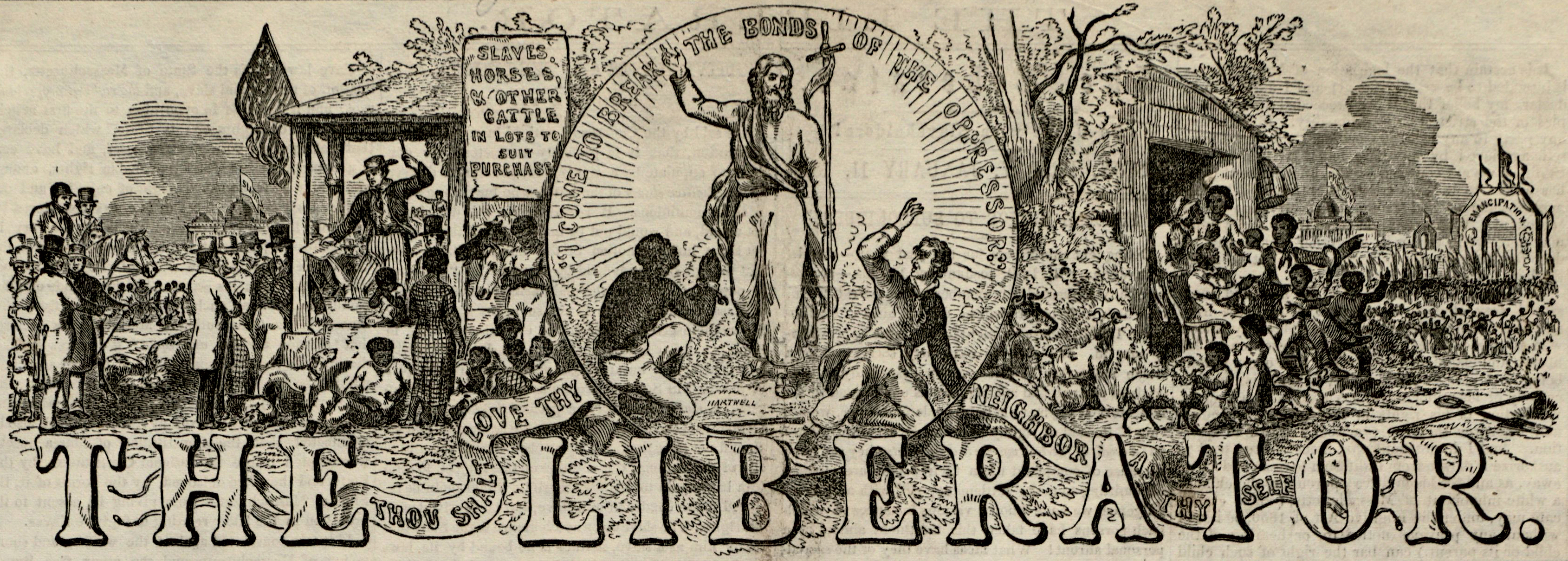
En-tête du Liberator, 1861.

Edward Mitchell Bannister naît le 2 novembre 1828 à Saint Andrews, au Nouveau-Brunswick, près du Fleuve Sainte-Croix. Son père, Edward Bannister, est un barbadien noir et la filiation de sa mère est incertaine ; Edward Mitchell Bannister lui-même est parfois identifié comme métis,. Son père étant mort en 1832, Edward et son jeune frère William sont élevés par leur mère, Hannah Alexander Bannister. Très tôt, il est mis en apprentissage chez un cordonnier, mais ses talents de dessinateur sont déjà remarqués par ses amis et sa famille. Il attribue à sa mère le mérite d'avoir éveillé son intérêt précoce pour l'art. Elle meurt en 1844, après quoi lui et son frère vivent dans la ferme du riche avocat et marchand Harris Hatch. Là, il s'exerce au dessin en reproduisant des portraits de la famille Hatch et en copiant des gravures britanniques dans la bibliothèque familiale.
Lui et son frère trouvent du travail à bord de navires en tant que lieutenants et cuisiniers pendant plusieurs mois avant d'immigrer à Boston, à la fin des années 1840. Dans le recensement américain de 1850, ils sont répertoriés comme vivant dans la même pension de famille, avec la famille Revaleon, et travaillant comme barbiers. Le rôle des frères en tant que barbiers et leur statut de métis leur confèrent une position relativement élevée en tant que professionnels de la classe moyenne à Boston.
Bien qu'il aspire à travailler comme peintre, Edward Mitchell Bannister a du mal à trouver un apprentissage ou des programmes universitaires qui l'acceptent, en raison des préjugés raciaux. Boston est un bastion abolitionniste, mais c'est aussi l'une des villes les plus ségréguées des États-Unis en 1860. Il exprimera plus tard sa frustration d'être privé d'éducation artistique : « Quoi qu'il en soit, mon succès en tant qu'artiste est davantage dû à un potentiel hérité qu'à une instruction » et « Tout ce que je voudrais faire, je ne peux pas le faire... simplement par manque d'une formation appropriée ».
Edward Mitchell Bannister reçoit sa première commande de peinture à l'huile, The Ship Outward Bound, en 1854, d'un médecin afro-américain, John van Salee de Grasse. Jacob R. Andrews, doreur, peintre et membre de l'Histrionic Club, créé le cadre doré de la commande. John van Salee de Grasse demande ensuite à Edward Mitchell Bannister de peindre des portraits de lui et de sa femme. Un mécénat comme celui de John van Salee de Grasse est essentiel au début de sa carrière, car la communauté afro-américaine souhaite soutenir et mettre en valeur ses contributions à la haute culture. Les Afro-Américains trouvent dans le portrait un « moyen idéal » d'exprimer leur liberté et leurs possibilités, ce qui explique probablement pourquoi la plupart des premières commandes d'Edward Mitchell Bannister relèvent de ce genre,.
Grâce à des journaux abolitionnistes comme The Anglo-African (en) et The Liberator et aux écrits de Martin R. Delany, Edward Mitchell Bannister apprend probablement l'existence d'autres artistes afro-américains comme Robert S. Duncanson, James Presley Ball, Patrick H. Reason et David Bustill Bowser. Leur travail aurait rendu l'ambition de Edward Mitchell Bannister d'autant plus possible. Bien que la plupart des institutions culturelles interdisent l'accès aux Noirs de Boston, Edward Mitchell Bannister aurait eu accès à plusieurs d'entre elles, comme la bibliothèque Boston Athenæum, avec ses collections de sources artistiques européennes et ses expositions de peintres de marines luministes comme Robert Salmon (en) et Fitz Hugh Lane.

### Activiste, artiste et étudiant de Boston

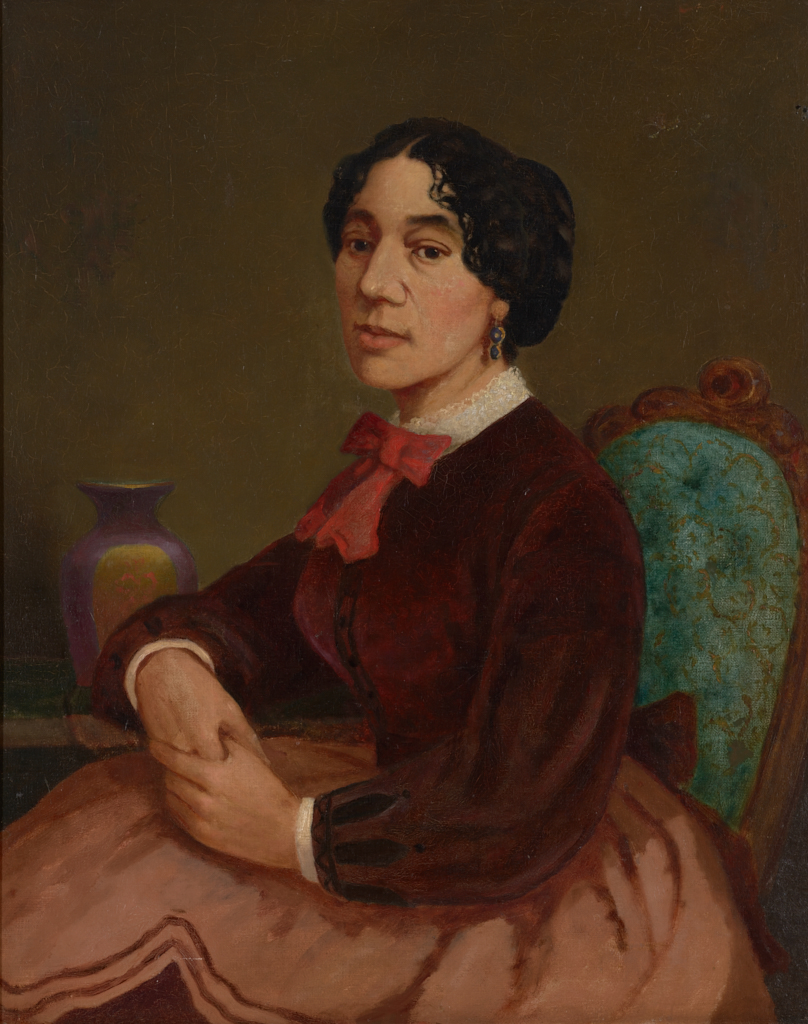
Portrait de Christiana Carteaux Bannister, Edward Mitchell Bannister, c. 1860.

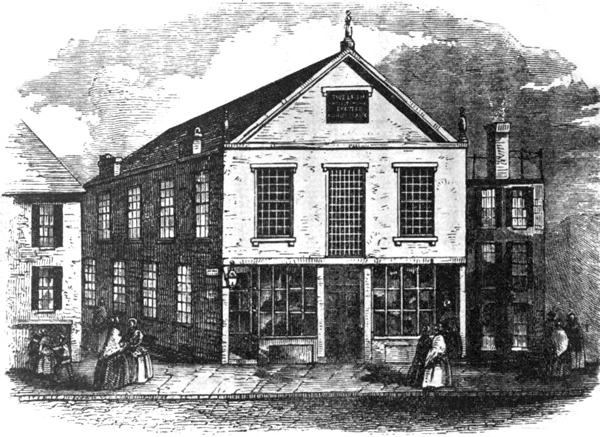
La Twelfth Baptist Church, où Edward Mitchell Bannister et Christiana étaient membres.

Edward Mitchell Bannister rencontre Christiana Carteaux, une coiffeuse et femme d'affaires née à Rhode Island de parents afro-américains et Narragansetts, en 1853 lorsqu'il postule pour devenir barbier dans son salon. Tous deux sont membres du mouvement abolitionniste de Boston et les salons de coiffure sont des lieux de rencontre importants pour les abolitionnistes afro-américains. Ils se marient le 10 juin 1857 et elle devient, de fait, son plus important mécène. Le couple est hébergé pendant deux ans par Lewis Hayden (en) et Harriet Bell Hayden (en) au 66 Southac Street, une étape du chemin de fer clandestin de Boston (un réseau de soutien pour les esclaves en fuite).
En 1855, William Cooper Nell reconnaît le statut artistique croissant d'Edward Mitchell Bannister dans The Colored Patriots of the American Revolution pour son The Ship Outward Bound. Edward Mitchell est également encouragé à continuer à peindre par l'artiste Francis Bicknell Carpenter. En 1858, Edward Mitchell est répertorié comme artiste dans l'annuaire de la ville de Boston. Vers 1862, il passe une année à se former à la photographie à New York, probablement pour soutenir sa pratique de la peinture. Il trouve ensuite du travail en tant que photographe, prenant des plaques solaires et teintant des photos. L'un des premiers portraits commandés à Bannister est celui de Prudence Nelson Bell en 1864, date à laquelle il trouve un studio au Studio Building de Boston. Au Studio Building, il entre en contact avec d'autres artistes éminents, comme Elihu Vedder et John LaFarge. Une fois Edward Mitchell Bannister établi en tant qu'artiste, l'abolitionniste William Wells Brown en fait l'éloge dans un livre publié en 1863 :
« Mr. Bannister possesses genius, which is now showing itself in his studio in Boston; for he has long since thrown aside the scissors and the comb, and transfers the face to the canvas, instead of taking the hair from the head. [...] Mr. Bannister is spare-made, slim, with an interesting cast of countenance, quick in his walk, and easy in his manners. He is a lover of poetry and the classics, and is always hunting up some new model for his gifted pencil and brush. »
— William Wells Brown.
        
« M. Bannister possède un génie, qui se manifeste actuellement dans son studio de Boston ; car il a depuis longtemps jeté les ciseaux et le peigne, et transfère le visage sur la toile, au lieu de prendre les cheveux de la tête. [...] M. Bannister est de petite taille, mince, avec une physionomie intéressante, rapide dans sa démarche et facile dans ses manières. Il aime la poésie et les classiques, et est toujours à la recherche d'un nouveau modèle pour son crayon et son pinceau talentueux. »
Edward Mitchell Bannister fait partie de la communauté artistique afro-américaine de Boston, qui comprend Edmonia Lewis, William H. Simpson et Nelson A. Primus (en). Il chante en tant que ténor dans le Crispus Attucks Choir, qui interprete des chants anti-esclavagistes lors d'événements publics, et joue dans le Histrionic Club. Il est également délégué aux conventions des citoyens de couleur de la Nouvelle-Angleterre en août 1859 et en 1865. Son nom apparaît également sur plusieurs pétitions publiques publiées dans The Liberator.
Edward Mitchell Bannister et Christiana sont des membres dévoués de l'église abolitionniste militante Twelfth Baptist Church située sur Southac Street, près de leur maison, la maison Hayden. En mai 1859, il sert de secrétaire pour les réunions de l'église visant à répondre au sauvetage d'Oberlin-Wellington des esclaves fugitifs emprisonnés et, en 1863, à planifier les célébrations de la proclamation d'émancipation.
Pendant la guerre de Sécession, Christiana fait pression pour l'égalité de rémunération des soldats afro-américains et organise en 1864 la foire de secours aux soldats du 54e régiment d'infanterie, du 55e régiment d'infanterie et du 5e régiment de cavalerie du Massachusetts, qui n'a pas été payés pendant plus d'un an et demi. Edward Mitchell Bannister fait don de son portrait en pied de Robert Gould Shaw, le commandant du 54e tué au combat, afin de récolter des fonds pour cette cause. Le portrait de Gould Shaw par Edward Mitchell Bannister est exposé avec l'étiquette « Notre martyr », selon l'abolitionniste Lydia Maria Child. Le portrait est salué par le New York Weekly Anglo-African comme « un beau spécimen d'art » et inspire un poème de Martha Perry Lowe (en) intitulé The Picture of Col. Shaw in Boston. Le tableau est acheté par l'État du Massachusetts et installé dans sa maison d'État, mais son emplacement actuel est inconnu.
Le portrait de Robert Gould Shaw par Edward Mitchell Bannister est l'un des nombreux monuments commémoratifs de Gould Shaw réalisés par des membres de la communauté artistique afro-américaine de Boston, comme Edmonia Lewis. Ces œuvres d'art, qui ont pour but pratique de recueillir des fonds pour les soldats noirs, contredisent les idéaux des abolitionnistes brahmanes de Boston, comme les Gould Shaw. Bien que les brahmanes soutiennent l'abolition, ils la considèrent comme un bien abstrait plutôt que comme une cause concrète nécessitant un soutien matériel. Les éloges paternalistes de Lowe et Child illustrent le fossé entre les abolitionnistes blancs de Boston et la communauté afro-américaine. Par le biais d'œuvres d'art comme le Robert Gould Shaw Memorial de 1884, les brahmanes de Boston rejettent l'étiquette possessive de « notre martyr » que lui ont donnée des artistes noirs comme Edward Mitchell Bannister et Edmonia Lewis.
L'activisme d'Edward Mitchell Bannister prend également d'autres formes : le 17 juin 1865, il rassemble environ deux cents membres de la Twelfth Baptist Sunday School lors d'une grande célébration de la tempérance sur le Boston Common. Ils défilent sous une bannière sur laquelle on peut lire « Des droits égaux pour tous les hommes ».
Il étudie ensuite au Lowell Institute (en)  avec l'artiste William Rimmer, tandis que ce dernier donnait des cours du soir de dessin de vie à l'Institut entre 1863 et 1865. William Rimmer est connu pour ses compétences en anatomie artistique, un domaine que Edward Mitchell Bannister sait être l'une de ses faiblesses. En raison de son activité photographique de jour, Edward Mitchell Bannister suit principalement ses cours de dessin le soir. Grâce à William Rimmer et à la communauté du Studio Building, il est inspiré par les peintures de William Morris Hunt, influencées par l'école de Barbizon qui a étudié en Europe et tenu des expositions publiques à Boston vers le années 1860. Au Lowell Institute, Edward Mitchell Bannister noue une amitié de longue date avec le peintre John Nelson Arnold (en) ; tous deux deviennent par la suite des membres fondateurs du Providence Art Club. Edward Mitchell Bannister forme également un partenariat temporaire de peinture avec Asa R. Lewis qui dure de 1868 à 1869. Au cours de cette association "Bannister & Lewis", il commencé à se présenter comme un portraitiste et un paysagiste.
Malgré ses premières commandes, Edward Mitchell Bannister a depuis longtemps du mal à obtenir une reconnaissance plus large de son travail en raison du racisme qui sévit aux États-Unis. Après l'émancipation et la fin de la guerre civile américaine, les abolitionnistes commencent à se disperser et, avec eux, leur mécénat.
En raison de la concurrence croissante, il soutient peu Primus qui est venu à lui pour chercher un apprentissage. Un article du New York Herald dénigre à la fois Edward Mitchell Bannister et son travail : « Le nègre a une appréciation de l'art tout en étant manifestement incapable d'en produire. ». L'article aurait poussé dans son désir de réussir en tant qu'artiste. À la même époque, il commence à être davantage reconnu dans les cercles artistiques de Boston.

### Providence

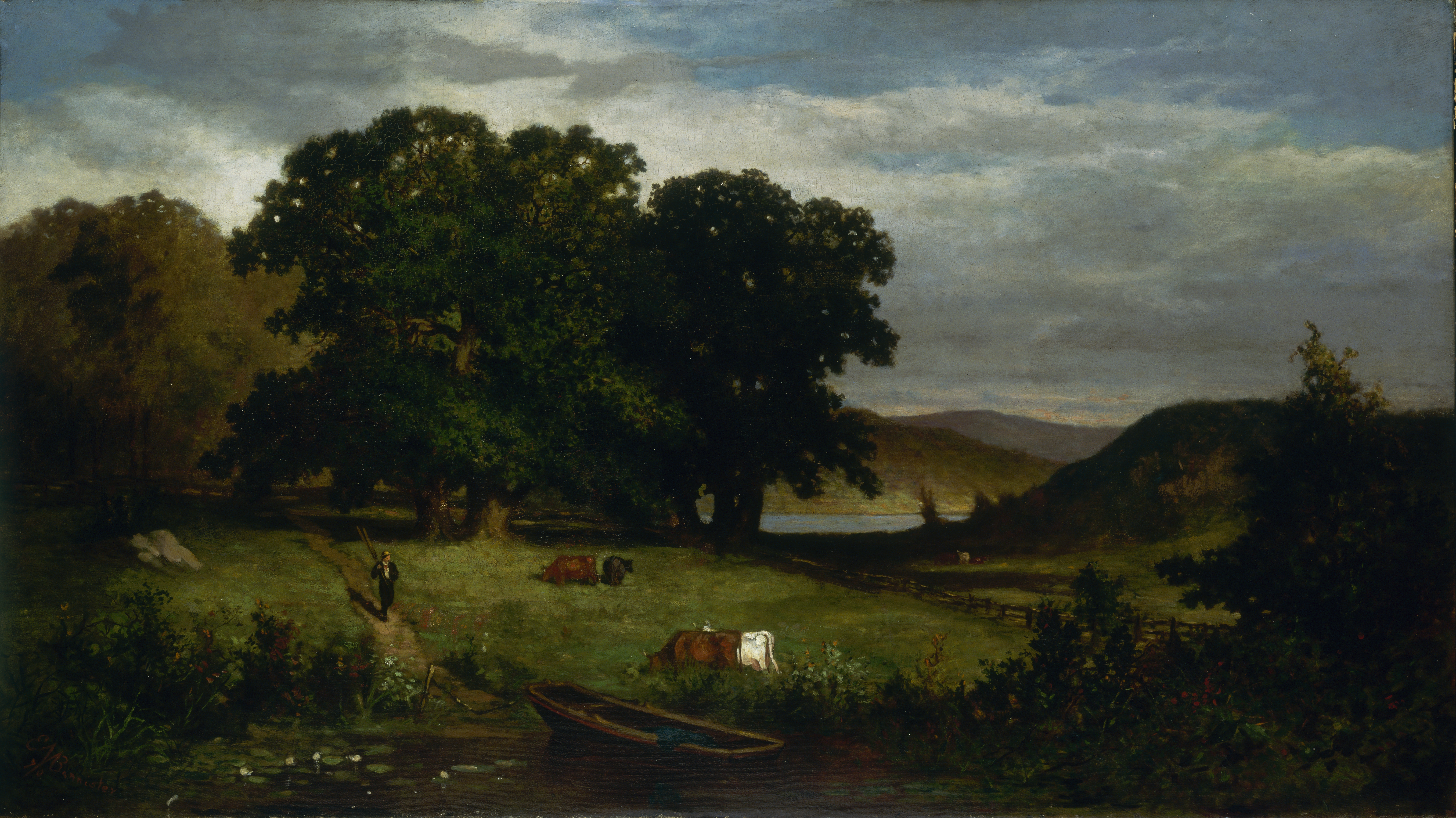
Peinture réalisée à l'époque de Sous les chênes et dont on pense qu'elle ressemble à sa composition. Chênes, huile sur toile, 1876.

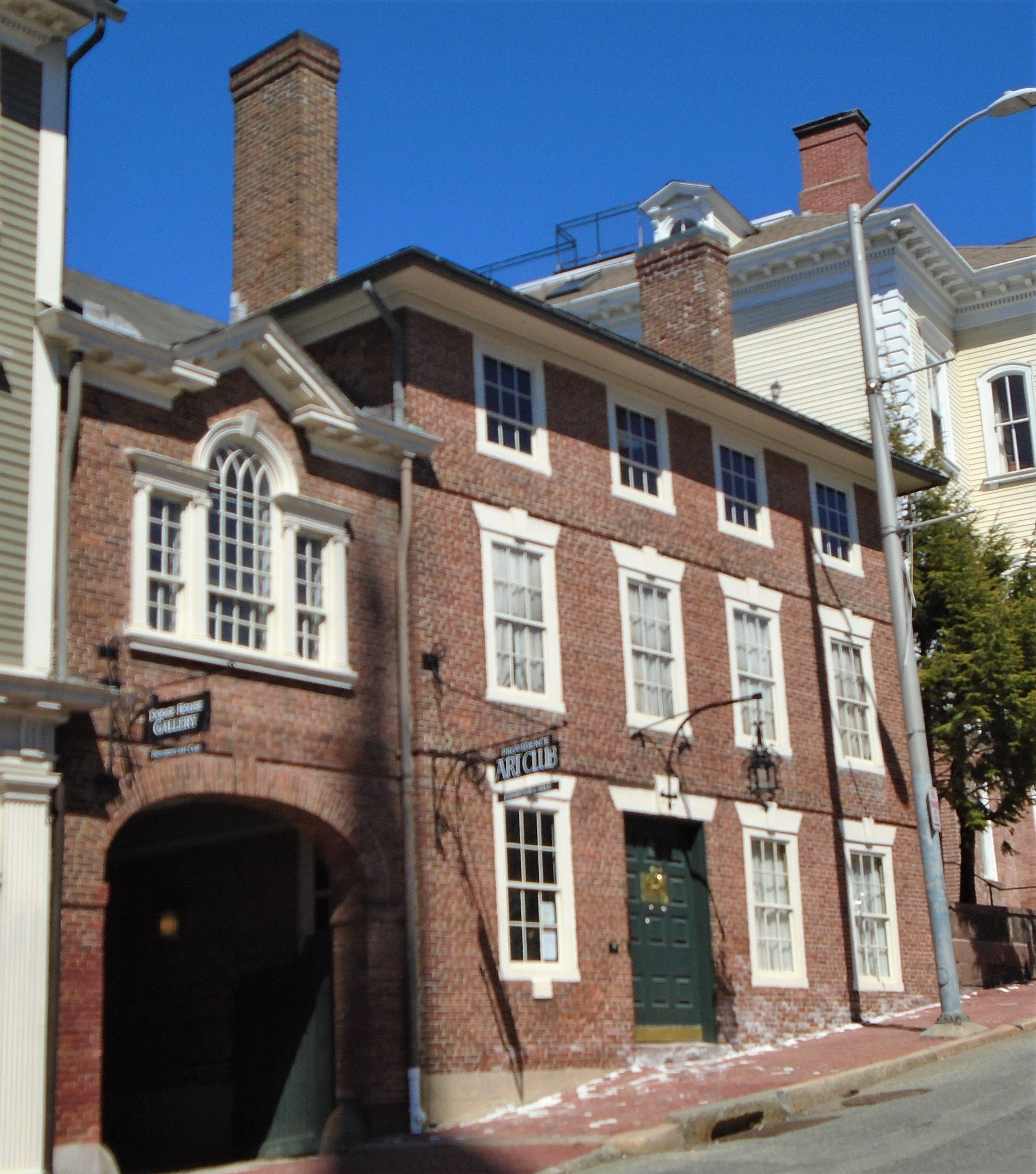
Façade de la maison Seril Dodge, à droite, où le Providence Art Club s'est installé pour la première fois en 1886.

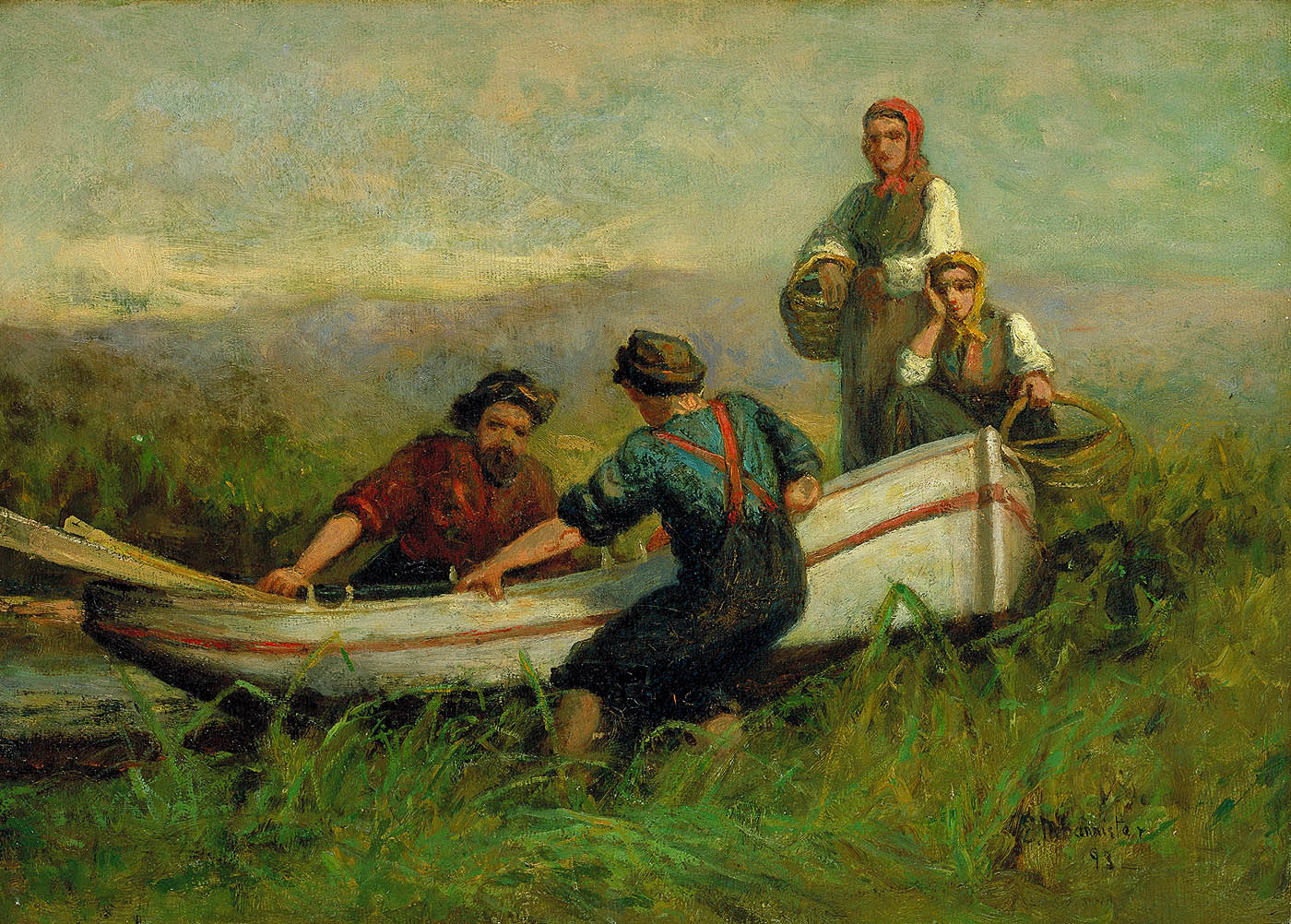
Des historiens de l'art ont suggéré que la figure de gauche pourrait être un autoportrait d'Edward Mitchell Bannister. People Near Boat, Edward Mitchell Bannister, 1893, huile sur toile.

Soutenu par Christiana, Edward Mitchell Bannister devient un peintre à plein temps en 1870, peu après leur déménagement à Providence, Rhode Island, à la fin de l'année 1869. Il prend d'abord un atelier dans le Mercantile National Bank Building puis déménage dans le Woods Building à Providence, où il partage un étage avec des artistes comme Sydney Richmond Burleigh (en) et se lie d'amitié avec le peintre de Providence George William Whitaker (en). Au fil du temps, il peint davantage de paysages - recevant en 1872 un prix à l'exposition industrielle du Rhode Island pour Summer Afternoon - et commence à soumettre des tableaux au Boston Art Club (en).
Edward Mitchell Bannister reçoit un éloge national pour son travail lorsqu'il remporte le premier prix pour sa grande huile Under the Oaks lors de l'Exposition universelle de 1876. Même à ce moment-là, le juge a voulu annuler le prix après avoir appris son identité jusqu'à ce que d'autres artistes de l'exposition protestent ; par la suite, Edward Mitchell Bannister a réfléchi : « J'étais et je suis fier de savoir que le jury d'attribution ne savait rien de moi, de mes antécédents, de ma couleur ou de ma race. Aucune sympathie sentimentale n'a conduit à l'attribution de la médaille. ». Edward Mitchell Bannister avait intentionnellement soumis sa peinture en y apposant uniquement sa signature afin de s'assurer qu'elle serait jugée équitablement. À mesure que sa carrière mûrit, il reçoit davantage de commandes et accumule de nombreuses distinctions, dont plusieurs de la Massachusetts Charitable Mechanic Association (en)  (médailles d'argent en 1881 et 1884). Les collectionneurs et les notables locaux Isaac Comstock Bates et Joseph Ely font partie de ses mécènes.
Edward Mitchell Bannister est l'un des premiers membres du conseil d'administration de l'École de design de Rhode Island en 1878. En 1880, il se joint à d'autres artistes professionnels, amateurs et collectionneurs d'art pour fonder le Providence Art Club afin de stimuler l'appréciation de l'art dans la communauté. Leur première réunion se tient dans son atelier dans le Woods Building, au bas de College Hill. Il est le deuxième à signer la charte du club, et fait partie de son premier conseil d'administration et il donne régulièrement des cours d'art le samedi. Il continue à présenter des peintures lors des expositions du Boston Art Club, ainsi que dans le Connecticut et à l'Académie américaine des beaux-arts de New York, et expose A New England Hillside au World Cotton Centennial en 1885. Là-bas, ses œuvres sont mises à l'écart et ignorées par les comités de jugement. Fort de cette expérience, Edward Mitchell Bannister décide de ne pas soumettre d'œuvres à l'Exposition universelle de 1893, car elles devront être jugées à Boston avant même d'être envoyées à Chicago.
Dans les années 1880, Edward Mitchell Bannister achète un petit sloop, le Fanchon, et passe ses étés à faire des croquis, à peindre des aquarelles et à naviguer dans la baie de Narragansett et jusqu'à Bar Harbor dans le Maine. Il revient avec ses études et les utilisent comme base pour ses commandes d'hiver. Il complète ses voyages en bateau par des visites d'expositions à New York, mais un projet de voyage en Europe échoue par manque d'argent.
En 1885, avec d'autres membres du club d'art, Edward Mitchell Bannister participe à la fondation du Anne Eliza Club (ou A&E Club) - un groupe de discussion communautaire pour hommes, nommé d'après la serveuse du Providence Art Club. Grâce à son enseignement dans cet établissement et au Providence Art Club, il devient un mentor pour les jeunes artistes de Providence, comme Charles Walter Stetson (en). Charles Walter Stetson le mentionne souvent dans ses journaux intimes et lui fait un jour l'éloge en écrivant : « Il est mon seul confident en matière d'art & je suis le sien. ». L'ingénieur de Rhode Island George Henry Corliss commande une peinture à Edward Mitchell Bannister en 1886, alors que sa réputation s'accroit.
Edward Mitchell Bannister et Christiana sont des membres réguliers de la communauté afro-américaine de Providence. Ils vivent un certain temps dans la pension de famille de Ransom Parker, qui participe à la rébellion de Dorr et sont amis avec le marchand George Henry, le révérend Mahlon Van Horne, le diplômé de Brown John Hope, et l'abolitionniste George T. Downing (en), un allié issu du travail politique des Bannister à Boston. Christiana fonde le Home for Aged Colored Women, qui est aujourd'hui connu sous le nom de Bannister Center. Edward Mitchell Bannister expose son tableau Christ Healing the Sick dans ce foyer en 1892 et y fait également don de son portrait de Christiana. Bien qu'il soit un membre respecté du Providence Art Club, l'abolitionnisme d'Edward Mitchell Bannister est probablement une source de conflits avec ses membres, majoritairement blancs, qui exposent des œuvres d'art avec des stéréotypes de minstrel show d'E. W. Kemble et de W. L. Shephard en 1887 et 1893.
Vers 1890, Edward Mitchell Bannister vend le Fanchon au juge George Newman Bliss. Sa plus grande exposition d'œuvres a lieu en 1891, lorsqu'il présente 33 œuvres à l'exposition de printemps du Providence Art Club. Plus tard dans les années 1890, Edward Mitchell Bannister semble avoir vendu moins de tableaux, peut-être en raison d'une popularité déclinante, et expose moins souvent. En 1898, il ferme son atelier et le couple s'installe à Boston pour un an avant de revenir dans une maison plus petite sur Wilson Street, à Providence, en 1900.

### Mort
Edward Mitchell Bannister meurt d'une crise cardiaque le 9 janvier 1901, alors qu'il assistait à une réunion de prière en soirée à son église, l' Elmwood Avenue Free Baptist Church. Il souffrait de problèmes cardiaques depuis un certain temps, mais n'avait achevé deux tableaux que la veille. Au cours de l'office, il a fait une prière et peu après s'est assis, haletant. Ses derniers mots auraient été « Jésus, aide-moi ».
Après sa mort, le Providence Art Club a organisé une exposition commémorative en son nom qui s'est concentrée sur ses réalisations artistiques, sans mentionner sa contribution à l'abolitionnisme. Dans le dépliant de l'exposition, ils écrivent : « Son tempérament doux, son urbanité et son appréciation généreuse du travail des autres en ont fait un invité bienvenu dans tous les cercles artistiques. [...] Il peignait avec un sentiment profond, non pas pour des résultats pécuniaires, mais pour laisser sur la toile son impression de paysage naturel, et pour exprimer son plaisir dans la beauté merveilleuse de la terre, de la mer et du ciel. ».
Il est inhumé dans le North Burial Ground de Providence, sous un monument en pierre conçu par ses amis du club d'art. Le contraste entre les difficultés financières d'Edward Mitchell Bannister à la fin de sa vie et le soutien manifesté par les artistes de Providence après sa mort a fait dire à son ami John Nelson Arnold à propos du mémorial : « Dans le travail lié à cette œuvre, je me suis constamment souvenu de la remarque attribuée à la mère de Robert Burns lorsqu'on lui a montré le splendide monument érigé à la mémoire de son fils talentueux : Il a demandé du pain et on lui a donné une pierre »,.
Christiana est admise dans son foyer pour femmes âgées de couleur en septembre 1902 ; elle meurt en 1903 dans un établissement psychiatrique d'État à Cranston. Elle et Edward Mitchell Bannister sont inhumés ensemble.

## Style artistique

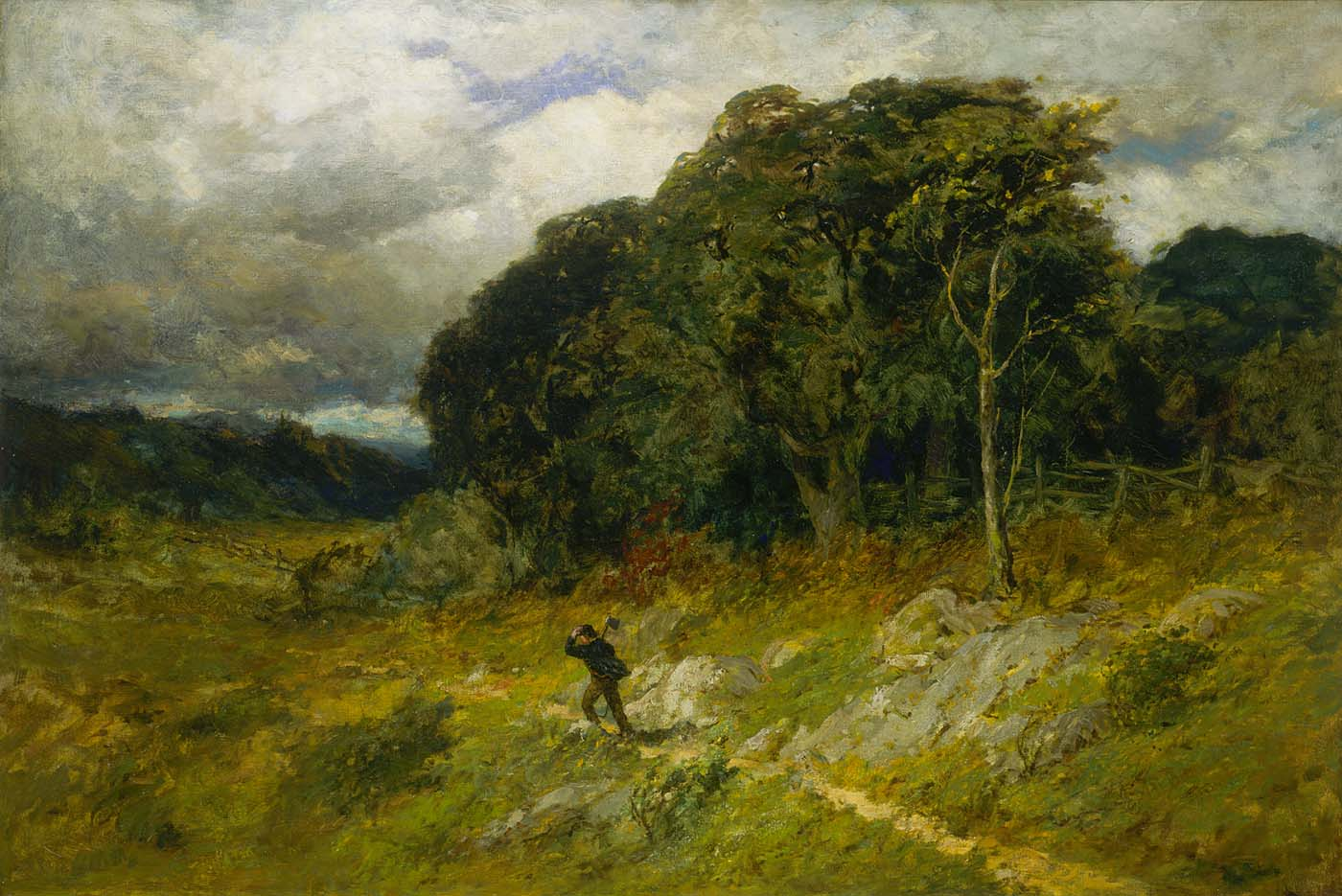
Approaching Storm, Edward Mitchell Bannister, 1886, huile sur toile, 102.2 cm x 152.4 cm.

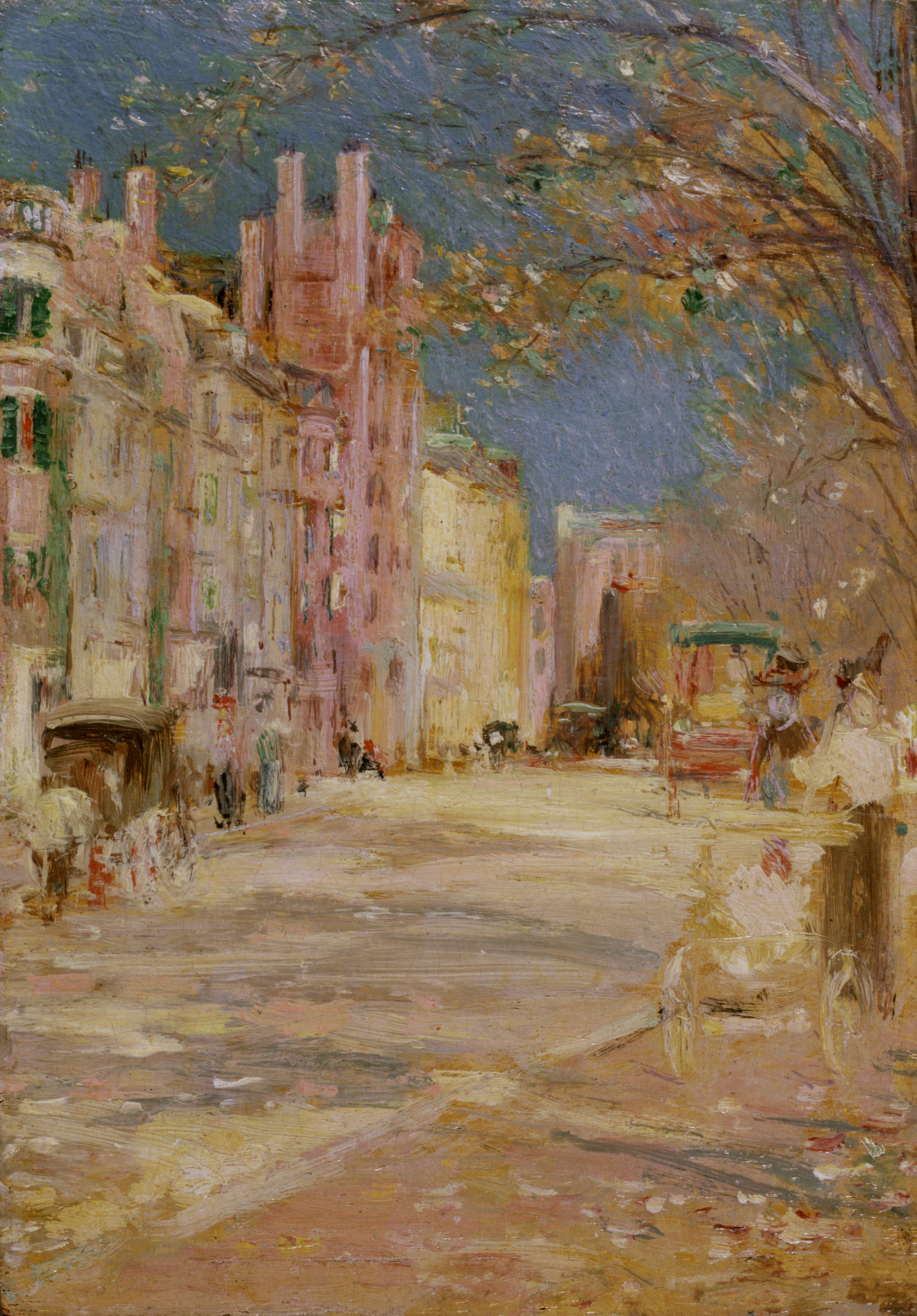
Boston Street Scene (Boston Common), (1898–99). The Walters Art Museum.

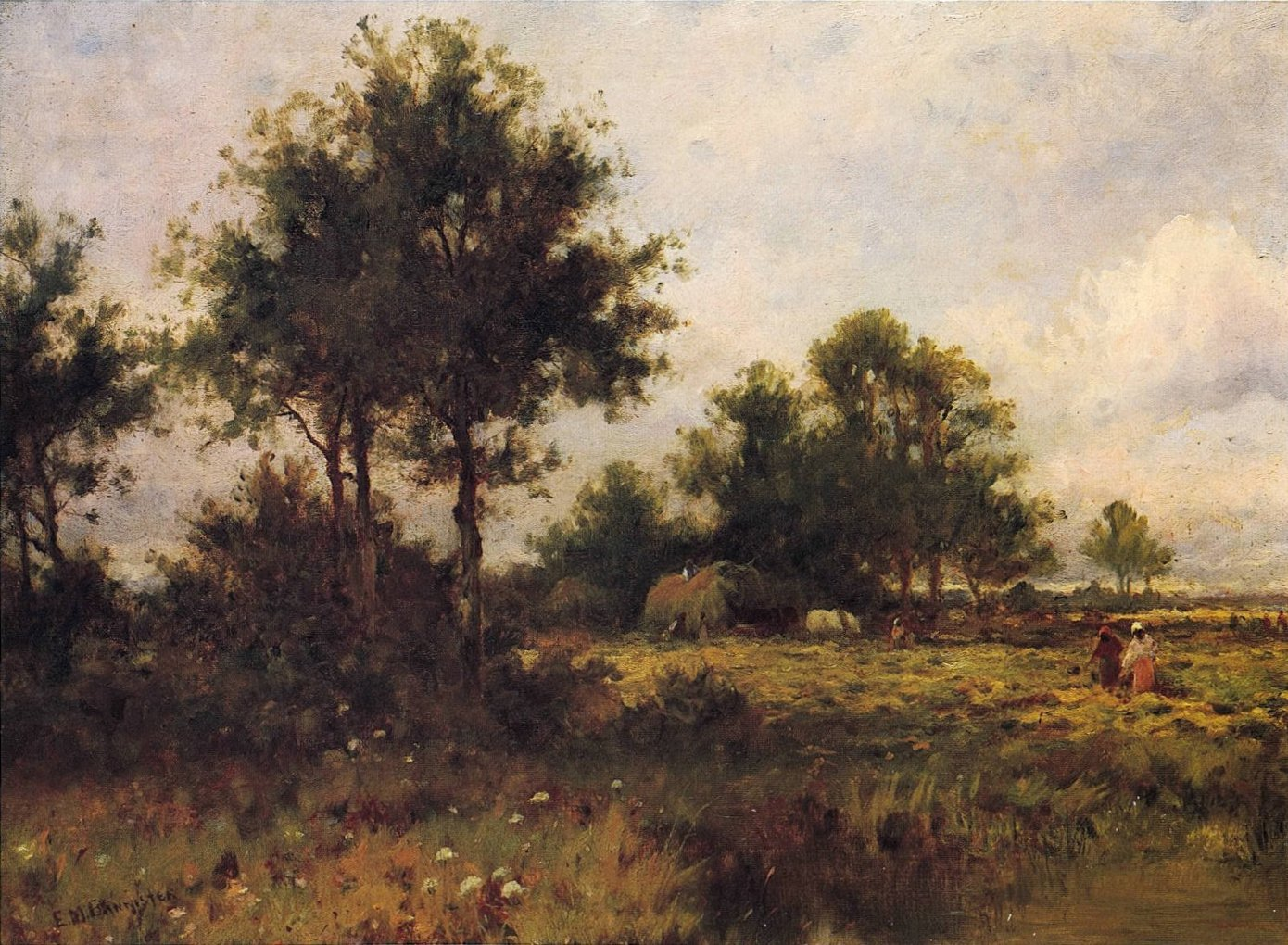
Hay Gatherers, Edward Mitchell Bannister, c. 1893.

Le jeune Edward Mitchell Bannister se présentait comme un portraitiste, mais il devint plus tard populaire pour ses paysages et ses marines. S'appuyant sur ses connaissances de la poésie, des classiques et de la littérature anglaise en tant qu'autodidacte, il peint également des scènes bibliques, mythologiques et de genre. Tout comme George Inness, son travail reflète la composition, l'humeur et les influences des peintres français de Barbizon, Jean-Baptiste-Camille Corot, Jean-François Millet et Charles-François Daubigny. Prenant la défense de Jean-François Millet dans The Artist and His Critics, Edward Mitchell Bannister le considère comme l'artiste le plus « spirituel de notre temps » qui a exprimé « la vie triste et sans complaisance qu'il voyait autour de lui - et avec laquelle il sympathisait si profondément ».
L'historien Joseph Skerrett (en) a noté l'influence de l'Hudson River School sur Edward Mitchell Bannister, tout en affirmant qu'il a constamment expérimenté tout au long de sa carrière : « Bannister a réussi à satisfaire un goût artistique conservateur de la Nouvelle-Angleterre tout en continuant à essayer de nouvelles méthodes et de nouveaux styles. ». Pour leur affinité mutuelle avec l'Hudson River School, Edward Mitchell a été comparé à son contemporain, le peintre afro-américain Robert S. Duncanson, basé dans l'Ohio. Contrairement aux artistes de la Hudson River School, Edward Mitchell n'a pas créé de paysages méticuleux mais s'attachait davantage à créer des « formes massives mais révélatrices d'arbres et de montagnes » et des œuvres plus pittoresques que sublimes. Il a également évité la « grandeur nationaliste » que l'on retrouve souvent dans les peintures de la Hudson River School.
Edward Mitchell Bannister réalisait souvent des études au crayon ou au pastel pour préparer des peintures à l'huile plus importantes. Plusieurs de ses compositions font référence à des méthodes mathématiques classiques, comme le nombre d'or ou la « grille harmonique », et utilisent soigneusement la symétrie et l'asymétrie. Dans d'autres tableaux, le contraste entre les ombres et les lumières crée des diagonales ou des cercles dynamiques qui divisent la composition. Ses peintures sont connues pour leur utilisation délicate de la couleur pour dépeindre l'ombre et l'atmosphère et pour leurs coups de pinceau libres. Plus tard, sa palette présentait des couleurs plus claires et plus sourdes : la scène de Boston Common qu'il a peinte à la fin de sa vie en est un exemple notable. Ce changement de style contraste avec sa désapprobation antérieure de la peinture impressionniste.
L'historienne de l'art Traci Lee Costa a fait valoir que l'accent « réducteur » mis sur la biographie d'Edward Mitchell Bannister a détourné l'attention de l'analyse savante de ses œuvres d'art. Dans la conférence The Artist and His Critics donnée au Anne Eliza Club le 15 avril 1886, et publiée par la suite, Edward Mitchell Bannister expose sa conviction que la création artistique est une pratique hautement spirituelle - le sommet de l'accomplissement humain. De par son approche quasi religieuse et l'accent mis sur les représentations subjectives de la nature, la philosophie d'Edward Mitchell Bannister a été comparée à l'idéalisme allemand et au transcendantalisme américain. Dans sa conférence, il a fait référence aux travaux du transcendantaliste américain Washington Allston. L'ami d'Edward Mitchell, George W. Whitaker, l'a appelé « l'idéaliste » dans un article de 1914 intitulé Reminiscences of Providence Artists. La conférence et sa vision idéaliste sont liées à l'œuvre d'Edward Mitchell intitulée Approaching Storm (voir à droite), qu'il a achevée la même année. Approaching Storm présente une figure humaine en son centre, qui est néanmoins rendue petite par le paysage environnant. Malgré le drame implicite, il a utilisé une palette de couleurs froides de bleus et de verts, avec des jaunes contrastés qui apportent de la chaleur contre le ciel plus sombre, presque violet. Le contraste entre des éléments mélancoliques et des thèmes pastoraux plus gais apparaît dans nombre de ses peintures.
Bien qu'engagé en faveur de la liberté et de l'égalité des droits pour les Afro-Américains, Edward Mitchell Bannister n'a pas souvent représenté directement ces questions dans ses peintures. Les fermes peintes par Edward Mitchell rappelaient l'histoire de l'esclavage dans le sud du Rhode Island, contrairement aux scènes de Barbizon en France. Dans Hay Gatherers, Edward Mitchell Bannister dépeint des ouvriers agricoles afro-américains dans un paysage rural. Contrairement aux pastorales idylliques d'Edward Mitchell, Hay Gatherers représente l'oppression raciale et l'exploitation du travail à Rhode Island, en particulier dans le South County où se trouvaient la plupart des plantations de l'État. Les ouvrières sont séparées du champ de fleurs sauvages en bas à gauche du tableau et des autres ouvriers agricoles à l'arrière-plan par des bosquets d'arbres, ce qui suggère qu'elles sont proches de la liberté même si elles sont encore sous l'emprise du travail dans les plantations. Grâce à la composition géométrique de Hay Gatherers, qui divise les personnages et les paysages en sections triangulaires, Edward Mitchell a combiné son travail sur les paysages apparemment idéalisés avec son art politique antérieur, visible dans ses portraits humanistes tels que Newspaper Boy. Le Fort Dumpling, Jamestown, Rhode Island, utilise une composition triangulaire similaire, dans laquelle les personnes qui se détendent sont juxtaposées mais séparées des voiliers à l'arrière-plan, un rappel de « l'héritage maritime de l'esclavage ».
Edward Mitchell Bannister transmettait souvent une signification politique dans ses tableaux par le biais d'allégories et d'allusions. L'une de ses premières commandes, The Ship Outward Bound, pourrait être une référence voilée au retour forcé d'Anthony Burns à l'esclavage et à la Virginie en vertu du Fugitive Slave Act, en 1854. Dans la culture afro-américaine, l'image d'un navire quittant le port était un rappel du commerce triangulaire. Le dessin de 1885 d'Edward Mitchell Bannister, The Woodsman, est considéré comme la réponse de l'artiste au meurtre d'Amasa Sprague (en), un événement qui a poussé à l'abolition de la peine capitale dans le Rhode Island après la condamnation douteuse et la pendaison de John Gordon. De même, son Governor Sprague's White Horse représente le cheval que William Sprague IV a monté lors de la première bataille de Bull Run.
Edward Mitchell Bannister a été critiqué pour ne pas avoir souvent représenté directement les Afro-Américains, en dehors de ses premiers portraits. Lui et des artistes comme Henry Ossawa Tanner ont été jugés inauthentiques pendant la Renaissance de Harlem pour avoir produit des œuvres qui faisaient appel à l'esthétique blanche. De nombreuses œuvres d'Edward Mitchell sont des paysages et des portraits de commande qui renforcent les idées européennes, même si son art démonte subtilement les stéréotypes raciaux. En ce sens, il a été comparé au poète bostonien William Stanley Braithwaite, dont l'écriture ne reflétait pas clairement son identité. L'œuvre d'Edward Mitchell Bannister reflétait son désir d'exceller et de contribuer à l'élévation raciale, tout en devant dépendre du mécénat blanc pour atteindre un public plus large,. L'historienne de l'art Juanita Holland a écrit à propos du dilemme d'Edward Mitchell Bannister : « C'était une grande partie de la double contrainte à laquelle les artistes noirs [de Boston] étaient confrontés : ils devaient à la fois aborder et représenter une identité afro-américaine, tout en trouvant un moyen pour leurs spectateurs blancs de dépasser la race pour percevoir l'œuvre en termes plus universels. ».

## Héritage
Edward Mitchell Bannister est le seul artiste afro-américain majeur de la fin du XIXe siècle à avoir développé ses talents sans être exposé en Europe ; il était bien connu dans la communauté artistique de Providence et admiré dans le monde artistique de la côte Est. Après sa mort, il a été largement oublié par l'histoire de l'art pendant près d'un siècle, principalement en raison de préjugés raciaux. Son art a souvent été omis des histoires de l'art du 20e siècle, et son style de paysages mélancoliques et sereins est également passé de mode. Il n'en reste pas moins que lui et ses peintures sont une partie indélébile de la relation refigurée entre la culture afro-américaine et les paysages de l'Amérique de l'époque de la Reconstruction.
L'art d'Edward Mitchell Bannister continue d'être soutenu par des galeries comme la Barnett-Aden Gallery (en), et l'Art Institute of Chicago. Après le mouvement des droits civiques dans les années 1960, son œuvre a de nouveau été célébrée et largement collectionnée. En collaboration avec la Rhode Island School of Design et le Frederick Douglass Institute, le musée national d'Art africain a organisé une exposition intitulée Edward Mitchell Bannister, 1828–1901: Providence Artist en 1973. Le Rhode Island Heritage Hall of Fame (en) a intronisé Edward Mitchell Bannister en 1976, et le Rhode Island College (en) a créé la Bannister Gallery en 1978 avec une exposition inaugurale Four from Providence : Bannister, Prophet, Alston, Jennings,.
La Kenkebala Gallery, basée à New York, a organisé deux expositions de l'œuvre de Bannister, l'une en 1992 sous le commissariat de Corrinne Jennings en collaboration avec le Whitney et l'autre en 2001 à l'occasion du centenaire de la mort de Bannister. Du 9 juin au 8 octobre 2018, le musée Gilbert Stuart (en) a organisé une exposition honorant la relation entre Bannister et Carteaux, "My Greatest Successes Have Come Through Her" : The Artistic Partnership of Edward and Christiana Bannister , dans le cadre de sa série d'expositions Rhode Island Masters. Le portrait de Christiana Carteaux par Edward Mitchell Bannister était le centre de l'exposition.
En septembre 2017, un comité du conseil municipal de Providence a voté à l'unanimité pour renommer la rue Magee (qui avait été nommée d'après un marchand d'esclaves du Rhode Island) en Bannister Street, en l'honneur d'Edward et Christiana Bannister. Le Providence Art Club a dévoilé un buste en bronze de Bannister réalisé par l'artiste de Providence Gage Prentiss en mai 2021. Depuis 2018, l'historienne de l'art Anne Louise Avery compile le premier catalogue raisonné et une importante biographie de l'œuvre de Bannister,.
Il existe un projet de film documentaire intitulé Edward M. Bannister: An American Artist.

## Maison
En 1884, Edward Mitchell Bannister et Christiana ont quitté la pension de famille de Ransom Parker pour s'installer au 93 de la rue Benevolent, où ils ont vécu jusqu'en 1899. La maison en bois de deux étages et demi a été construite vers 1854 par l'ingénieur Charles E. Paine et est maintenant connue sous le nom de "The Vault" ou "The Bannister House". Euchlin Reeves et Louise Herreshoff ont acheté la maison à la fin des années 1930 et l'ont rénovée en y ajoutant un extérieur en briques. La rénovation a été faite pour créer une cohérence avec leur propriété voisine, afin que les deux maisons puissent accueillir leur « petit musée » d'antiquités. Louise Herreshoff meurt en 1967 et la collection de porcelaine qui remplissait la Bannister House a été donnée à l'Université Washington et Lee.
La maison est désormais classée comme contribuant à la désignation historique de College Hill. L'université Brown a acheté la propriété en 1989 et l'a utilisée pour stocker des réfrigérateurs. En raison du manque de plans pour sa préservation et son utilisation, la Providence Preservation Society a placé la Bannister House sur sa liste de 2001 des bâtiments les plus menacés de Providence. La présidente de l'université Brown, Ruth Simmons (en), a assuré à l'historien et ancien secrétaire d'État adjoint du Rhode Island, Ray Rickman, que la maison serait préservée, bien que l'université ait débattu de l'opportunité de vendre la maison à un tiers.
Parce que son état de délabrement et sa longue inutilisation rendaient la maison impropre à la résidence, Brown a rénové la propriété en 2015 et lui a redonné son apparence originale. Elle a été vendue en 2016 dans le cadre du programme d'accession à la propriété Brown to Brown - le programme précise que si la maison est un jour vendue, elle doit être revendue à l'université.

## Prix et distinctions
- 1876 : lauréat du premier prix décerné lors de la Philadelphia Centennial Exposition[114] pour sa peinture Under the Oaks[115].

## Sélection d'œuvres

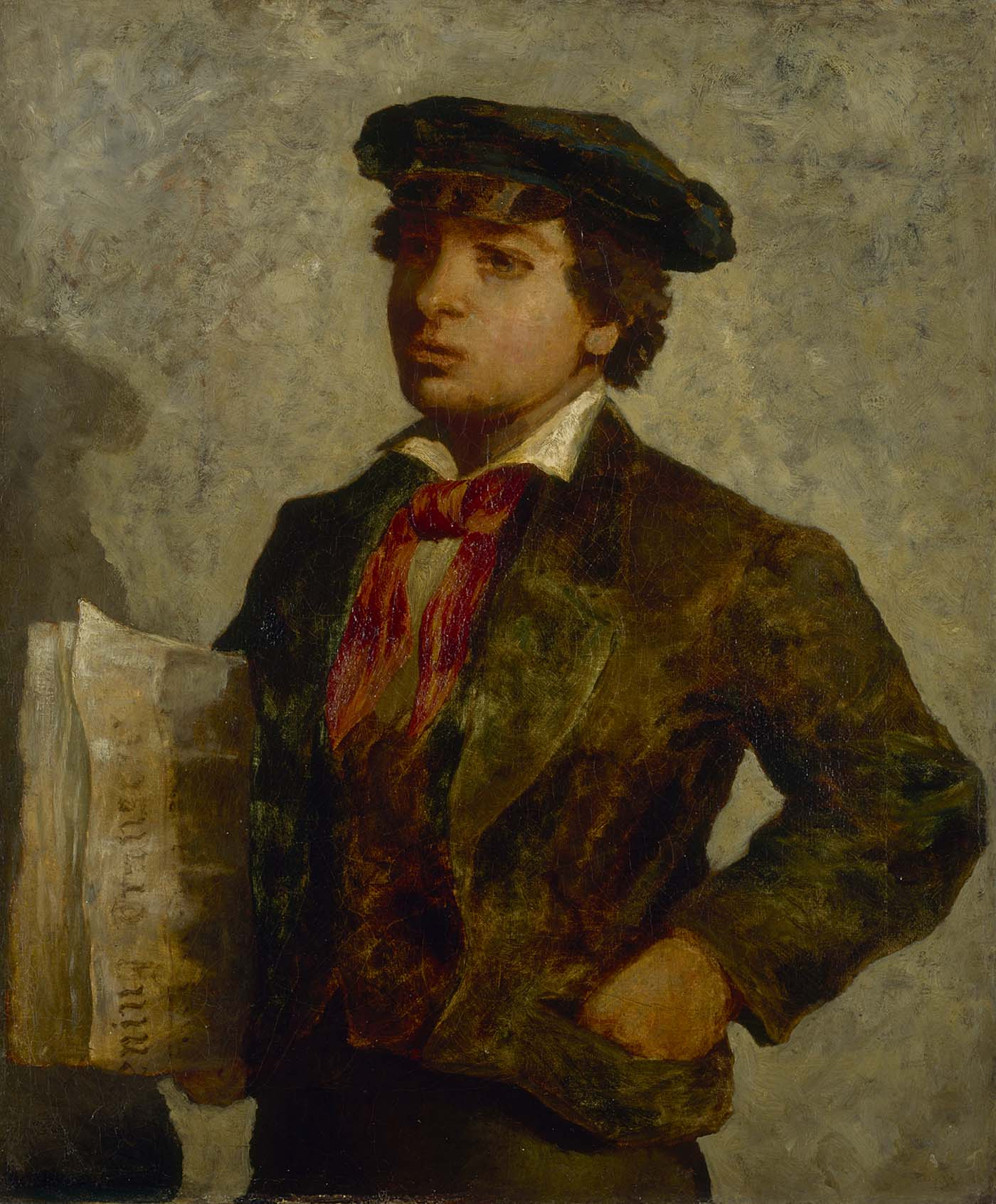
The Newsboy [Boston Newsboy] [Newspaper Boy]1869 ; huile sur toile ; 30 1/8 x 25 cm ; Smithsonian American Art Museum, Washington DC)[116].
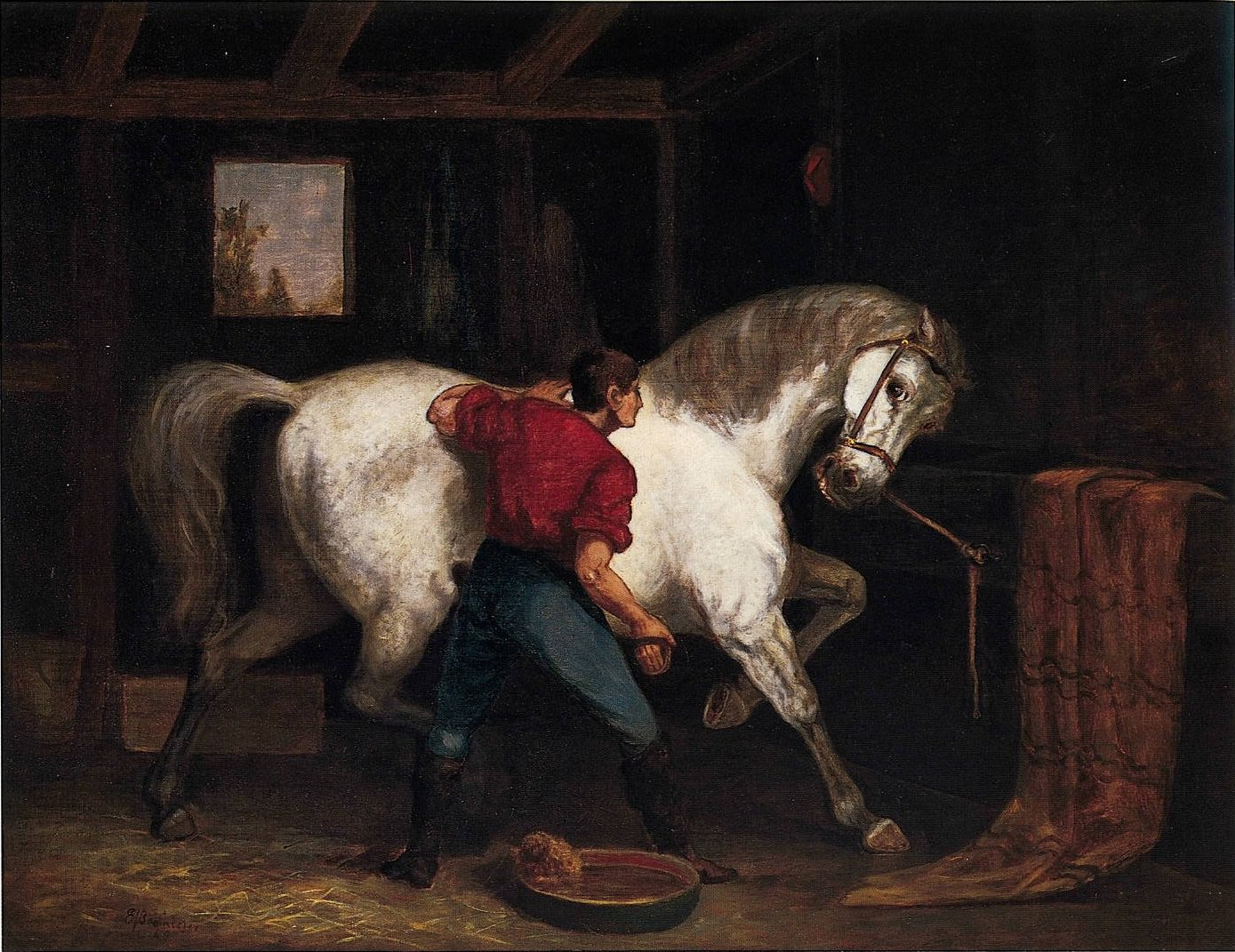
Governor Sprague's White Horse, 1869, huile sur toile, Rhode Island Historical Society.
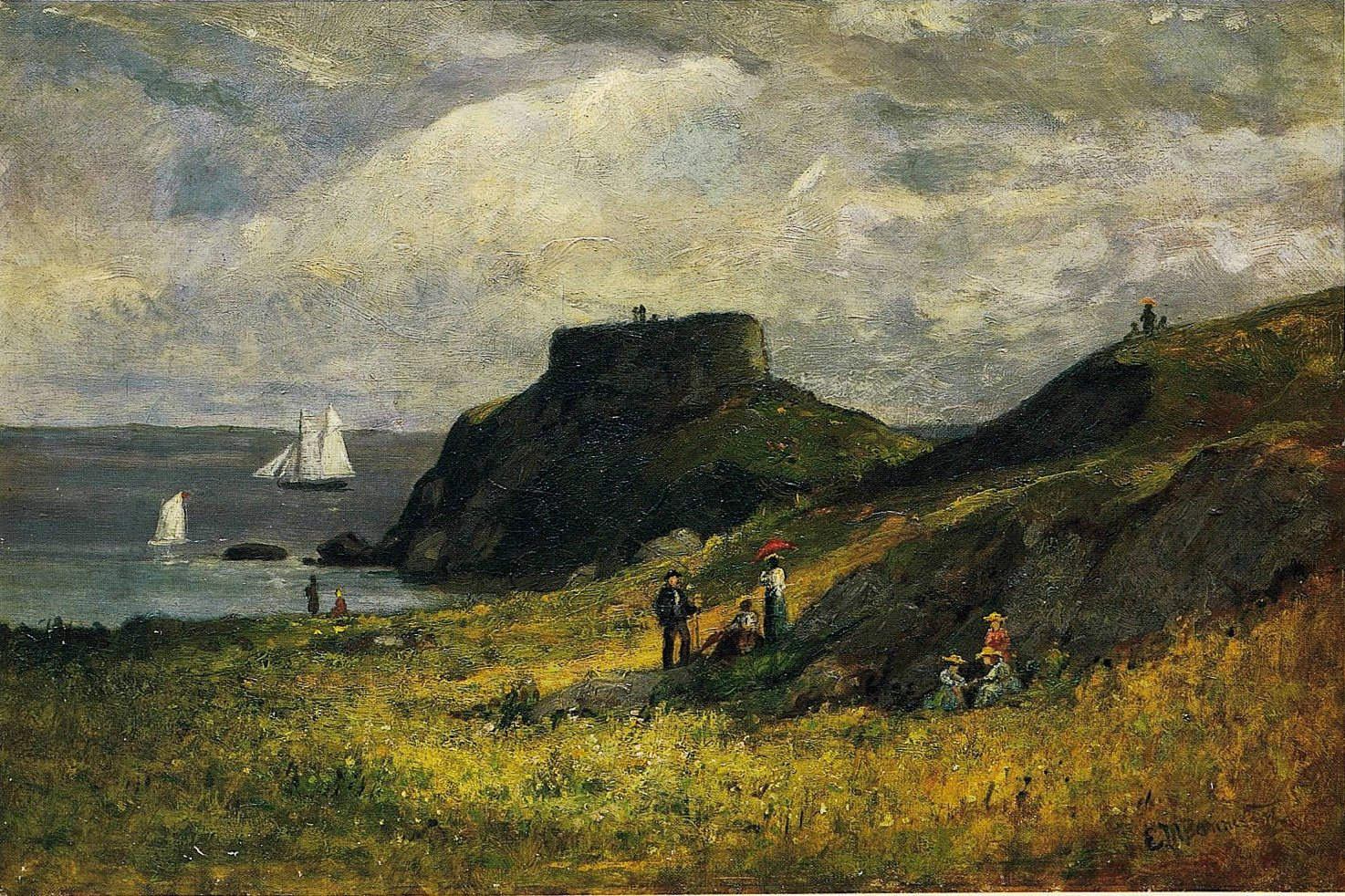
Fort Dumpling, Jamestown, Rhode Island, c. 1890, collection privée.
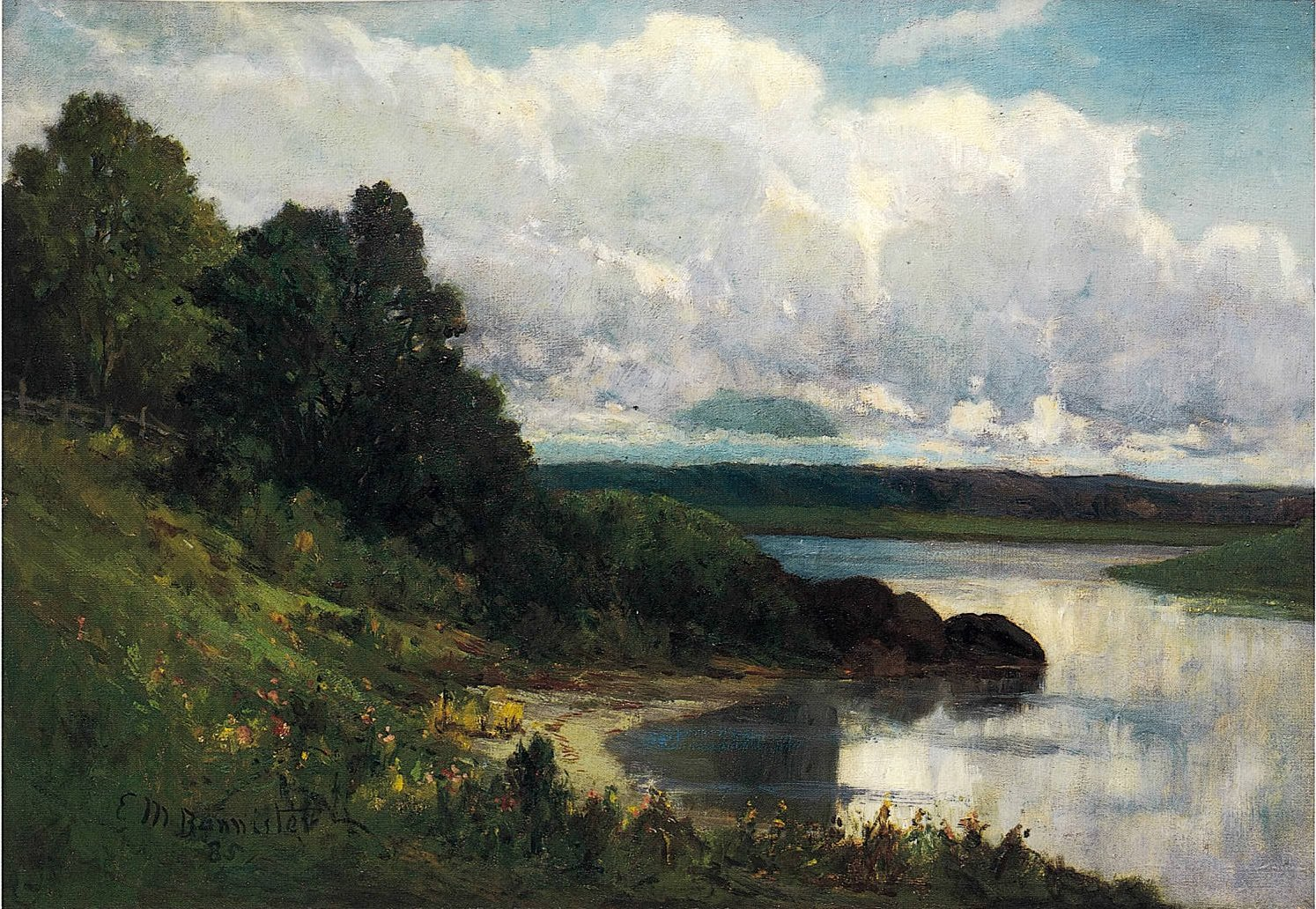
Palmer River, 1885, huile sur toile, collection privée[117].
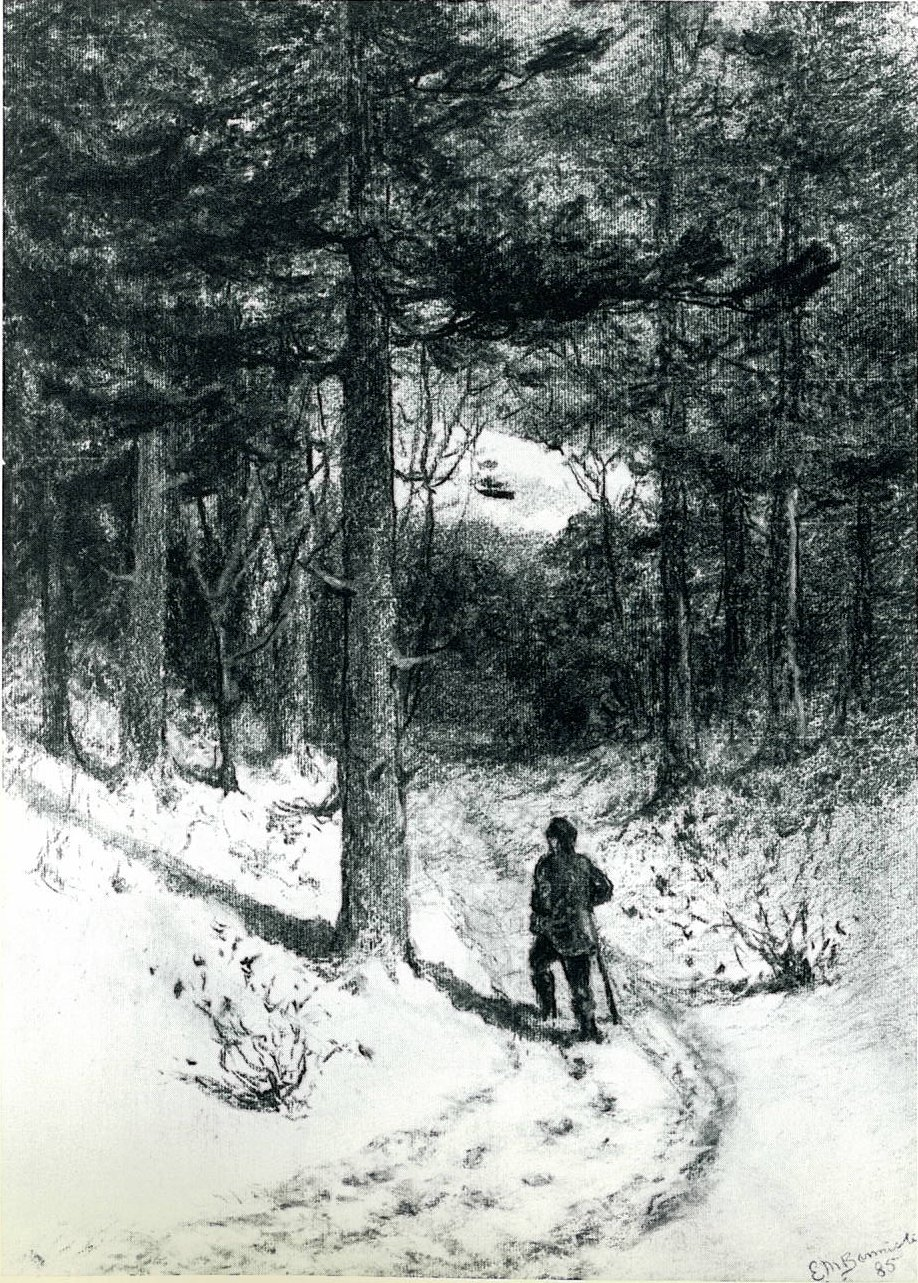
The Woodsma, 1885, graphite, Providence Art Club.
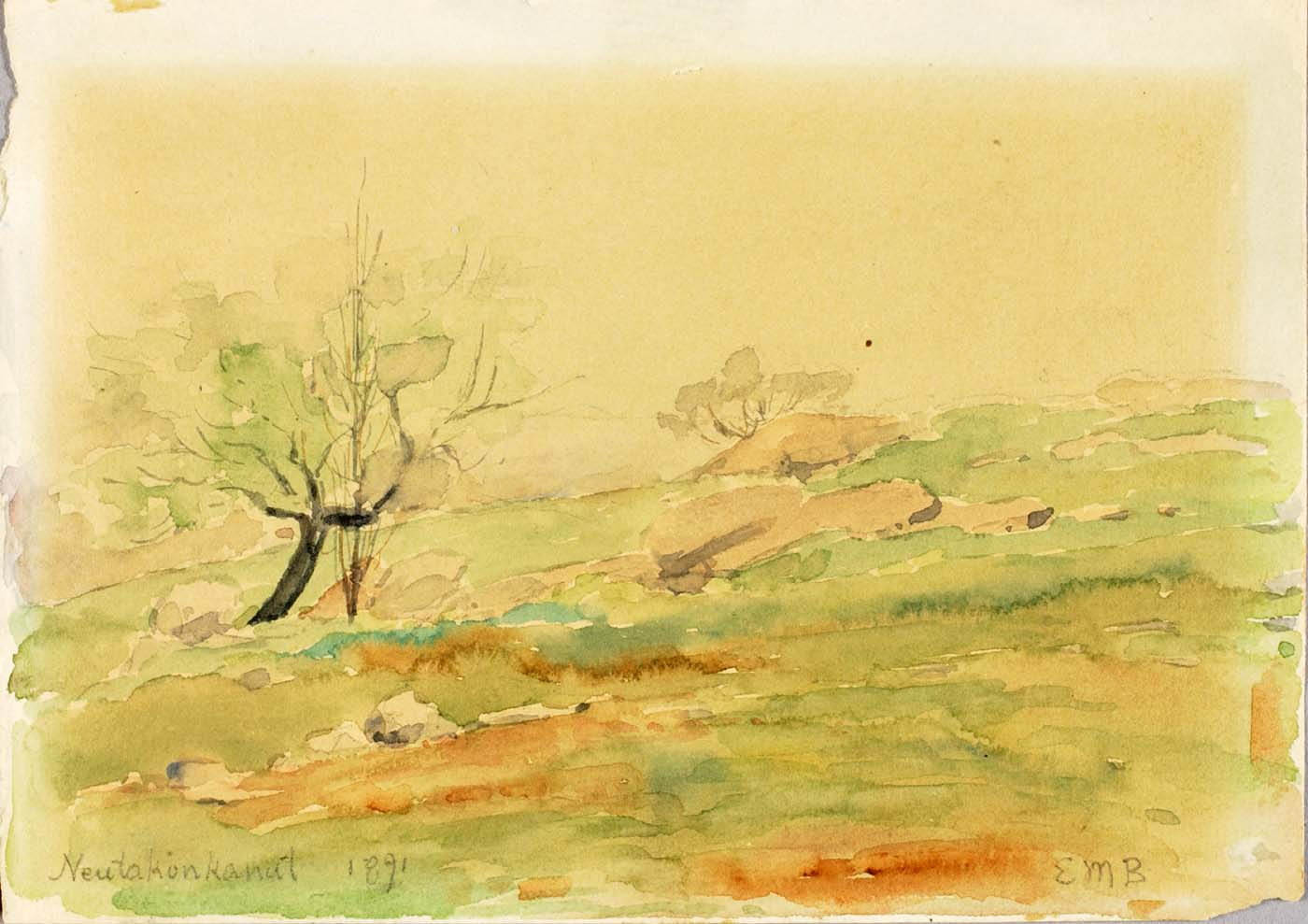
Neutakonkanut, 1891, aquarelle, Smithsonian American Art Museum.

- Landscape with Woman Walking on Path, (1879, Michael Rosenfeld Gallery)[118].
- River Scene (1883 ; huile sur toile ; Musée de l'Art d'Honolulu).
- Sabin Point, Narragansett Bay (1885 ; huile sur toile ; Gardner House, Providence, Rhode Island).